# Железничка станица Мокра Гора
Железничка станица Мокра Гора је станица некадашње пруге уског колосека Ужице - Вишеград - Сарајево, а данас је почетна станица музејско-туристичког комплекса Шарганска осмица. Налази се у истоименом насељеном месту на територији града Ужица.
Станица је на линији Вишеград - Ужице имала три колосека, други колосек је био пролазни. Станица је имала водопојник и јаму за чишћење локомотива, као и станични магацин. Данас, поред зграда које су у функцији превоза путника, на станици је уређен подземни пролаз са паркинга, на чијим је зидовима у прикладним витринама, пропраћена историја овог краја и изградња пруге.
На самој станици поред ресторана у станичној згради, за прихват и смештај туриста постоји Коначиште „Осмица” и низ дрвених кућа и бунгалова.